# Massa cellulare interna

Blastocisti con massa cellulare interna e trofoblasto

La massa cellulare interna (accumulo cellulare interno, bottone, gemma o nodulo embrionale) è un ammasso di cellule presente all'interno dell'embrione primordiale, destinato a raggiungere la struttura definitiva del feto. Esso è localizzato in un'estremità del blastocisti; è immerso nel blastocele e circondato da un singolo strato di cellule chiamato trofoblasto. Viene a formarsi nelle prime fasi di embriogenesi della gran parte dei mammiferi euteri, prima che l'annidamento nell'endometrio dell'utero abbia luogo.